# Bahá'í och Muhammed
Islams profet Muhammed (570–632) är en central gestalt även för de baha’i-troende. Enligt islam är Muhammed den siste profeten, och bahá'í-trons grundare Bahá'u'lláh (1817–1892) avvisas, ofta tämligen bryskt, av islam som något nytt sändebud från Gud. I försök till dialoger mellan de bägge religionerna säger bahá'íer att den muslimska termen "profeternas insegel" kan tolkas som att Muhammed avslutade Adams 6000-åriga profetiska cykel.  Dock är den huvudsakliga uppfattningen bland bahá'íer annorlunda: Bahá'u'lláh både är kulminationen på den 6000-åriga adamska cykeln och den förste i den bahaiska cykeln.
Detta går inte ihop enligt bahá'í-tron. Grundregeln om profeternas enhet i bahá'í-tron säger nämligen att både Muhammed och Bahá'u'lláh och Jesus, osv, måste ha rätt. Detta har sin förklaring i att ord som "profet" och "budbärare" använts vårdslöst, Bahá'u'lláh införde i själva verket ett helt nytt begrepp, nämligen gudsmanifestationer  och kontinuerlig uppenbarelse. Manifestationerna är inte inkarnationer av Gud eftersom Gud till sin natur är ett andligt väsen som inte kan inhysas i materien (i en människokropp) eller delas upp i bitar. I stället fungerar manifestationen som en nödvändig mellanhand, ett perfekt uttryck för Guds vilja och undervisning. Gud i sig är ofattbar, och det är endast manifestationerna – de kända är Adam, Nuh, Abraham, Zoroaster, Krishna, Moses, Buddha, Jesus, Muhammed, Báb och Baha'u'llah – som kan förmedla Guds vilja och undervisning till mänskligheten.

## Sätt att se på modifierade budskap
Enligt bahá'í-tron sänder Gud nya gudsmanifestationer därför att tidigare manifestationers budskap och lagar blir föråldrade i takt med att den mänskliga civilisationen och mänsklighetens andlighet utvecklas. Det finns dessutom en allt större risk för faktafel när en helig bok kopieras för hand gång på gång i hundratals år. Enligt Bahá'u'lláh hade Jesus på grund av dessa andliga och historiska förändringar rätt att upphäva ett antal av Moses lagar. Muhammed lade till lagar och religiöst innehåll i förhållande till de som Jesus lade fast. Bahá'u'lláh hade befogenhet att ändra Muhammeds bud. Bahá'u'lláhs lära förutsätter emellertid vördnad för alla Guds manifestationer, och obetingad lydnad för hans senaste bud, som de givits av vår egen tids manifestation, Bahá'u'lláh själv. 
Bahá'u'lláh skriver dessutom att fler manifestationer kommer att komma efter honom.
Muslimer tror däremot att Koranen är en kopia av en himmelsk Urkoran – Guds slutgiltiga och fullbordade heliga text som förmedlats genom den siste profeten som är Muhammed. Koranen kan inte ifrågasättas och ingen profet kan framträda efter Profeten (Muhammed) Dessa är i så fall falska profeter. Islam kan tolerera de kristnas och judarnas biblar eftersom dessa texter förmedlats före Muhammed.  Läror som förmedlats efter Muhammed – till exempel Bahá'í i Iran och Ahmadiyya i Pakistan – måste förkastas och bekämpas, vilket lett till förföljelser, de svåraste i bahá'í-trons hemland Iran. Om påståendet att Gud skulle ha slutat kommunicera med mänskligheten via sändebud efter profeten Muhammed skriver Bahá'u'lláh, också han i egenskap av Guds sändebud:
| ” | Låt inte era gagnlösa hopp och tomma inbillningar undergräva grunden för er tro på den allhärlige Guden, eftersom sådana föreställningar har varit helt onyttiga för människorna och misslyckats att leda deras steg till den raka vägen. Tror ni, o Mina tjänare, att Min allomfattande, Min överskuggande och enastående överhöghets hand är fastkedjad, att Mitt urgamla, Mitt oupphörliga och alltgenomträngande barmhärtighets flöde är hejdat, eller att Min upphöjda och oöverträffade ynnests moln har slutat regna ned sina gåvor över människorna? Kan ni inbilla er att de underbara verk som har förkunnat Min gudomliga och oemotståndliga kraft är upphävda eller att Min viljas och avsikts styrka har blivit avskuren från att styra mänsklighetens öden? Om det inte är så, varför har ni då (...) kämpat att hindra det allsmäktiga och allhärliga Väsendets uppenbarare från att sprida Hans uppenbarelses strålglans över jorden?. | „ |

Enligt bahá’í-lärans progressiva religionssyn är Muhammed en av de s.k. gudsmanifestationer (andliga spegelbilder av Gud här på jorden) som genom den mänskliga historien fogat en central byggsten till Guds religion. Muhammed var, enligt bahá'í-tron, den första manifestationen som visade att religionen kan utgöra grunden till storslagna och långvariga civilisationer här på jorden och att alla människor på jorden är likvärdiga under Gud samt att fientlighet mellan folkslag kan övervinnas.,
Samtidigt kan inte profeten Muhammed ha haft fel, enligt bahá'í-trons sätt att betrakta gudsmanifestationerna. Det måste i stället vara så att budskapet förvrängts på något sätt under de år som gick innan Muhammeds ord om att han skulle vara det sista sändebudet från Gud skrevs ned av vanliga människor som memorerat profetens ord. Men Bahá'u'lláh själv stänger själv ganska effektivt vägen för kommande profeter genom att beskriva sin egen uppenbarelse som fulländad (på samma sätt som muslimerna anser att islam är den sista, mest upphöjda och helt felfria läran):
| ” | Sannerligen säger Jag, i denna mäktigaste uppenbarelse har alla tidigare religionsordningar uppnått sin högsta, sin slutliga fulländning. | „ |

## Olika sätt att se på Muhammed
Bahá’í-lärans syn på Muhammed är den att hans främsta uppgift var att visa mänskligheten att det med gudstron som bas går att skapa en stor andlig nation med fred, rättvisa, religiös tolerans och omsorg om de gamla, sjuka och fattiga – en geografiskt och befolkningsmässigt jätterike under Gud där kulturen blomstrar och vetenskapen tar jättekliv framåt utan att på något sätt stöta sig med religionen. Utifrån ett till synes hopplöst utgångsläge med laglöshet och polyteism, där länder låg i krig med varandra och där stammar och klaner i länderna utkämpade ännu bittrare krig, kunde Guds uppenbarare och sändebud Muhammed omvända och ena människorna och samla dem i denna islams nation. Jesus var enligt bahá’í-läran den som öppnade mänsklighetens ögon för själens odödlighet och för dess förmåga att läka och utvecklas. Bahá’u’lláhs budskap om att samla hela världen i en andlig världscivilisation hade inte fått någon spridning alls om inte Muhammed och Jesus hade föregått honom.
De baha’i-troende med sin progressiva syn på religionens utveckling hävdar att Muhammed är en i raden av dem som Gud utser till gudsmanifestationer.  Dessa gudomliga uppenbarare förmedlar Guds vilja till mänskligheten när mänskligheten nått ett nytt stadium av mognad. Muhammed hade rätt och måste korrigera Nya testamentets lära och tolkning. George Townshend – ärkebiskop i den irländska anglikanska kyrkan som år 1947 konverterade till bahá'í-tron har skrivit:
| ” | Ingen kristen som studerar Muhammads troslära kan förbigå det faktum, att dennes etiska system korrigerade många av de förfalskningar som på 600-talet nästlat sig in i den kristna trosläran. Muhammad predikade till exempel en starkt understruken monoteism, aldrig en treenig Gudom. Han lämnade inte minsta kryphål för denna prästerliga föreställning som så mycket har stört och förvanskat evangeliets väsen. Han uppmuntrade och främjade på det mest bestämda sätt vetenskaplig forskning och undervisning, något som hade kommit att bannlysas av kristen ortodoxi. | „ |

Muhammed betraktas som nämnts inte som den siste ljusgestalten med rätt att stifta religiösa lagar och att ändra på samhället. Att Bahá'u'lláh kommer drygt 1200 år senare och anser sig ha rätt att upphäva lagar stiftade av Muhammed ses  av bokstavstrogna muslimer som blasfemi som endast kan bestraffas med döden. 
Många muslimer har en mycket negativ syn på bahá’í-läran, då denna innehåller inslag som betraktas som hädelse inom islam och till råga på allt framsprungit från islam. Dels antog Báb (1819 – 1850) titlar som jämställde honom med islams profet Muhammed. Dels ses Bábs och Bahá’u’lláhs ställningar som gudsmanifestationer och uppenbarare av Guds vilja som rena lögner – Muhammed är ju den siste profeten enligt islam. Baha’i-tron är en progressiv religion som byggs på för varje ny manifestation, medan islam anser att Guds vilja en gång för alla förklarats i och med att Gud uppenbarade Koranen för Muhammed. Många muslimer menar att bahá'í-tron har som mål att förinta islam.
Enligt bahá’í-tron består Koranen dels av en tolerant del uppenbarad i Mekka, och en våldsbejakande del som huvudsakligen kommit till senare i Medina. Verser från Medina motsäger verser från Mekka. Islam förvandlades till en världslig stat vars regenter använde Medina-versionen av religionen för materiella och inte andliga ändamål. Islams förändring tillsammans med Sira och hadith medförde dessutom en växande misstro mot kristendom och närmast hat mot judendom, trots att samma Gud tillbads i alla tre religionerna. Senare kom både kristendomen och judendomen i västvärlden att uppleva en upplysningsfas, vetenskapliga framsteg och en sekularisering som gav människor större val och nyfikenhet i trosfrågor De muslimska och den judisk-kristna civilisationerna kom att följa två olika kurser, och idag handlar konflikten i grunden om synen på familjen, kvinnan och barnen. Konflikten mellan en traditionell familjesyn med kvinnor bundna till hem och barnafödande och en ny familjesyn där kvinnan är lika fri som mannen och barnen inte främst ses som investeringar för en tryggad ålderdom för föräldrarna kan dock inte dras spikrakt mellan kristna och muslimska samhällen. Det finns traditionalister även bland kristna och förnyare bland muslimer, men det går inte att komma ifrån att nyhetsförmedlingen domineras av traditionalisternas och förnyarnas oförenlighet att förstå varandra med därav följande konflikter, terrorism, krig, osv. Enligt bahá’í-tron förutsåg Bahá’u’lláh denna kollision mellan ideologier som verkar under täckmantlar av världsreligionerna:
| ” | Tillståndet i dagens värld erbjuder sannerligen rikliga bevis för, att människor av alla religioner, med få undantag, på nytt behöver väckas till den andliga innebörden av sina religioner och att återuppväckandet av kärleken människor emellan är en betydelsefull del av Bahá'u'lláhs verk ... Han kommer för att göra ... alla människor trogna den ande som inspirerade deras profeter. | „ |